# لونغ بيتش (إنديانا)
لونغ بيتش (بالإنجليزية: Long Beach, Indiana)‏ هي بلدة أمريكية تقع في الولايات المتحدة في مقاطعة لابورت (إنديانا). يقدر عدد سكانها بـ 1,179 نسمة ومساحتها 8.16 كم2 وترتفع عن سطح البحر 193 متر.

## التركيبة السكانية
قام مكتب تعداد الولايات المتحدة بتحديد بيانات التركيبة السكانية للونغ بيتش في تعداد الولايات المتحدة. في ما يلي، التركيبة السكانية حسب تعدادي 2000 و2010.

### تعداد عام 2000
بلغ عدد سكان لونغ بيتش 1,559 نسمة بحسب تعداد عام 2000، وبلغ عدد الأسر 661 أسرة وعدد العائلات 473 عائلة مقيمة في البلدة. في حين سجلت الكثافة السكانية 1,495.7 نسمة لكل ميل مربع (577.5/كم2). وبلغ عدد الوحدات السكنية 1,071 وحدة بمتوسط كثافة قدره 1,027.5 نسمة لكل ميل مربع (396.7/كم2).
وتوزع التركيب العرقي للبلدة بنسبة 97.69% من البيض و 0.13% من الأمريكيين الأصليين و 1.03% من الأمريكيين ذوي الأصول الآسيوية و 0.38% من الأمريكيين الأفارقة و 0.77% من عرقين مختلطين أو أكثر.
بلغ عدد الأسر 661 أسرة كانت نسبة 22.7% منها لديها أطفال تحت سن الثامنة عشر تعيش معهم، وبلغت نسبة الأزواج القاطنين مع بعضهم البعض 65.7% من أصل المجموع الكلي للأسر، ونسبة 4.5% من الأسر كان لديها معيلات من الإناث دون وجود شريك، وكانت نسبة 28.3% من غير العائلات. تألفت نسبة 25.6% من أصل جميع الأسر من أفراد ونسبة 15.4% كانوا يعيش معهم شخص وحيد يبلغ من العمر 65 عاماً فما فوق. وبلغ متوسط حجم الأسرة المعيشية 2.84، أما متوسط حجم العائلات فبلغ 2.36.
بلغ العمر الوسطي للسكان 50 عاماً. وكانت نسبة 19.9% من القاطنين تحت سن الثامنة عشر، وكانت نسبة 4.9% بين الثامنة عشر والأربعة وعشرون عاماً، ونسبة 14.2% كانت واقعةً في الفئة العمرية ما بين الخامسة والعشرون حتى والأربعة وأربعون عاماً، ونسبة 35.2% كانت ما بين الخامسة والأربعون حتى الرابعة والستون، ونسبة 25.8% كانت ضمن فئة الخامسة والستون عاماً فما فوق. يوجد لكل 100 أنثى 90.6 ذكر، ويوجد لكل 100 أنثى في الثامنة عشر من عمرها فما فوق 90.0 ذكر.
بلغ متوسط دخل الأسرة في البلدة 71,364 دولار، أما متوسط دخل العائلة فبلغ 84,532 دولار. وكان متوسط دخل الذكور 71,563 دولار مقابل 41,250 دولار للإناث. وسجل دخل الفرد الخاص بالبلدة 43,159 دولار.

### تعداد عام 2010
بلغ عدد سكان لونغ بيتش 1,179 نسمة بحسب تعداد عام 2010، وبلغ عدد الأسر 555 أسرة وعدد العائلات 366 عائلة مقيمة في البلدة. في حين سجلت الكثافة السكانية 1,112.3 نسمة لكل ميل مربع (429.5/كم2). وبلغ عدد الوحدات السكنية 1,093 وحدة بمتوسط كثافة قدره 1,031.1 لكل ميل مربع (398.1/كم2).
وتوزع التركيب العرقي للبلدة بنسبة 96.8% من البيض و 0.3% من الأمريكيين الأصليين و 1.1% من الأمريكيين ذوي الأصول الآسيوية و 1.4% من الأمريكيين الأفارقة و 0.2% من عرقين مختلطين أو أكثر.
بلغ عدد الأسر 555 أسرة كانت نسبة 14.4% منها لديها أطفال تحت سن الثامنة عشر تعيش معهم، وبلغت نسبة الأزواج القاطنين مع بعضهم البعض 59.6% من أصل المجموع الكلي للأسر، ونسبة 4.1% من الأسر كان لديها معيلات من الإناث دون وجود شريك، بينما كانت نسبة 2.2% من الأسر لديها معيلون من الذكور دون وجود شريكة وكانت نسبة 34.1% من غير العائلات. تألفت نسبة 30.6% من أصل جميع الأسر من أفراد ونسبة 16.4% كانوا يعيش معهم شخص وحيد يبلغ من العمر 65 عاماً فما فوق. وبلغ متوسط حجم الأسرة المعيشية 2.64، أما متوسط حجم العائلات فبلغ 2.12.
بلغ العمر الوسطي للسكان 58 عاماً. وكانت نسبة 14.2% من القاطنين تحت سن الثامنة عشر، وكانت نسبة 4.4% بين الثامنة عشر والأربعة وعشرون عاماً، ونسبة 10% كانت واقعةً في الفئة العمرية ما بين الخامسة والعشرون حتى والأربعة وأربعون عاماً، ونسبة 39.6% كانت ما بين الخامسة والأربعون حتى الرابعة والستون، ونسبة 32.1% كانت ضمن فئة الخامسة والستون عاماً فما فوق. وتوزع التركيب الجنسي للسكان بنسبة 48.2% ذكور و51.8% إناث.